# Sant Antoni de Pàdua de Bretui
Sant Antoni de Pàdua de Bretui era una capella del poble de Bretui, de l'antic terme municipal de Montcortès de Pallars, i de l'actual de Baix Pallars, a la comarca del Pallars Sobirà.
Estava situada en el mateix poble de Bretui, a la part central d'aquesta petita població. Només en queden algunes restes i un pilar-oratori que en rememora l'existència.
Era una església petita, d'una sola nau, sense absis aparent.